# 寒川町立小谷小学校
寒川町立小谷小学校（さむかわちょうりつ こやとしょうがっこう）は、神奈川県高座郡寒川町にある公立小学校。

## 沿革
出典
- 1980年（昭和55年）
  - 4月3日 - 開校式挙行。
  - 6月10日 - プール完成。
  - 12月22日 - 校歌完成。
- 1981年（昭和56年）
  - 1月23日 - PTA設立総会と校歌発表会開催。
  - 9月25日 - ランチルーム完成。
- 1987年（昭和62年）3月8日 - 釜焼小屋完成。
- 1988年（昭和63年）11月 - プール地盤沈下工事実施。
- 1996年（平成8年）4月1日 - ことばの教室開設。
- 2000年（平成12年）2月25日 - 創立20周年を祝う会開催。記念誌発行。
- 2003年（平成15年）11月 - コンピュータ教室設置し、授業開始。
- 2004年（平成16年）9月15日 - 放送設備改修工事完了。
- 2008年（平成20年）10月 - 管理棟の耐震補強と大規模改修の両工事実施。
- 2010年（平成22年）
  - 2月23日 - 創立30周年記念式典挙行。記念誌発行。
  - 8月 - 教室棟の耐震補強と教室等一部改修の両工事完了。
- 2015年（平成27年）4月1日 - たけのこ学級（特別支援学級）開設。
- 2020年（令和2年）2月10日 - 創立40周年記念式典挙行。記念誌発行。

## 通学区域
出典
- 岡田5丁目（18番）
- 岡田6丁目（7番～10番）
- 岡田7丁目（全域）
- 大字岡田（3430番地～3585番地・「大蔵地区内とび地」）
- 大蔵（233番地～979番地）
- 大字小谷（1529番地～1530番地）
- 小谷1丁目（全域）
- 小谷2丁目（全域）
- 小谷3丁目（全域）
- 小谷4丁目（全域）
- 小動（全域）
- 宮山（1074番地～1078番地・1080番地～1086番地・1843番地～2044番地・2051番地～2088番地・2102番地～2139番地・2242番地～2247番地・2252番地～2254番地・2260番地～2346番地・2505番地～2582番地）

## 進学先中学校
出典
- 寒川町立旭が丘中学校
- 寒川町立寒川東中学校

## 交通アクセス
- JR東日本相模線
  - 宮山駅から2.2km、徒歩約28分。
  - 寒川駅から寒川町コミュニティバス東ルート「小動神社前」バス停下車後310m、徒歩約4分。
- 首都圏中央連絡自動車道寒川北ICから約2.8km、車で約5分。